# Agromyza aprilina
Agromyza aprilina är en tvåvingeart som beskrevs av Malloch 1915. Agromyza aprilina ingår i släktet Agromyza och familjen minerarflugor. Inga underarter finns listade i Catalogue of Life.